# 世界でいちばんボクが好き!
『世界でいちばんボクが好き!』（せかいでいちばんボクがすき）は、新谷良子の6thマキシシングルである。2005年3月2日にLantisから発売された。 

## 収録曲
1. 世界でいちばんボクが好き!（TV edit.） [1:23] 
  - 作詞・作曲・編曲：小林つん太
  - テレビアニメ『だめっこどうぶつ』オープニング主題歌
2. ライフイズフリー [3:42] 
  - 作詞：桃井はるこ&KENTA　作曲：桃井はるこ 編曲：長谷川智樹
  - テレビアニメ『だめっこどうぶつ』エンディング主題歌(DVDのみ)
3. 世界でいちばんボクが好き!（Romantic bambi mix）[1:23] 
  - 作詞・作曲：小林つん太　編曲：宅見将典
4. 世界でいちばんボクが好き!TV edit.（off vocal）
5. ライフイズフリー（off vocal）